# Niaré Benogo
Niaré Benogo (* 27. srpna 1992) je malijský (jiný zdroj uvádí burkinafaský) fotbalový záložník. V současnosti hráč ghanského klubu International Allies FC.

## Klubová kariéra
Záložník Niaré Benogo hrál fotbal v Pobřeží slonoviny za Club Omnisports de Korhogo (CO Korhogo), poté odešel do Ghany, kde hrál od sezony 2013/14 v ghanské Premier League za klub International Allies FC (Inter Allies).
Začátkem září 2015 přišel z Interu Allies na doporučení hráčského agenta Juraje Vengloše na půlroční hostování s opcí na přestup do slovenského mužstva FC Spartak Trnava, které se potýkalo s řadou zranění v hráčském kádru. Trenéra Ivana Hucka Benogo zaujal. Opce využita nebyla.